# Leo III (påve)
Leo III, född i Rom, död 12 juni 816, var påve från den 26 december 795 till sin död den 12 juni 816. Leo III vördas som  helgon i Romersk-katolska kyrkan, med minnesdag den 12 juni.

## Biografi
Leo var romare, och son till Atyuppius och Elisabeth. Vid sin utnämning till påve var han kardinalpräst av Santa Susanna, och tydligen också vestiarius, eller överhuvud för den påvliga skattkammaren eller garderoben. Han valdes till att efterträda Hadrianus I samma dag som denne begravdes, den 26 december 795, och konsekrerades följande dag. Det är troligt att brådskan berodde på att romarna ville förhindra att frankerna blandade sig i deras fria val. Tillsammans med underrättelsen till Karl den store att han blivit enhälligt vald till påve, sände Leo honom Petrus nycklar och stadens standar. Detta gjorde han för att visa att han betraktade den frankiske kungen som Heliga stolens beskyddare. I sin tur mottog Leo gratulationsbrev från Karl den store, samt en stor del av de skatter som kungen hade tagit från avarerna. Dessa gåvor gjorde det möjligt för Leo att bli en sådan gynnare av kyrkor och välgörenhetsinrättningar i Rom, som han blev.
Drivna av avund eller egna ambitioner, eller av känslor av hat och hämnd, sammangaddade sig Hadrianus I:s släktingar mot Leo, för att göra det omöjligt för honom att utföra sitt apostoliska uppdrag. Under processionen vid litania maior, den 25 april 799, attackerades påven av en grupp beväpnade män. Han slogs till marken, och de försökte rycka ut hans tunga och trycka ut ögonen. Sedan han lämnats att ligga blödande på gatan, fördes han nattetid till Sankt Erasmusklostret på Caelius, där han så småningom återhämtade sig. Han tog sig därefter till Karl den store, med ett stort följe av romare, och fick ett högtidligt mottagande av kungen i Paderborn, trots att hans fiender hade framställt falska anklagelser om honom. Han stannade några månader i Tyskland, tills den frankiske monarken såg till att han kunde återvända till Rom, där folket och främlingar hälsade honom välkommen. Karl den stores envoyéer förhörde påvens fiender, och när de inte förmådde bevisa påvens påstådda skuld eller sin egen oskuld, fördes de som fångar till Frankrike.
Följande år, 800, kom Karl den store själv till Rom med de fångna, och påven fick då möta sina belackare ansikte mot ansikte. Vid ett biskopsmöte förklarade biskoparna att de inte hade något att erinra mot påven, men Leo kände sig ändå manad att avlägga en ed på att han var fullständigt oskyldig till anklagelserna. Men han lindrade straffen från dödsdomar till landsförvisning.

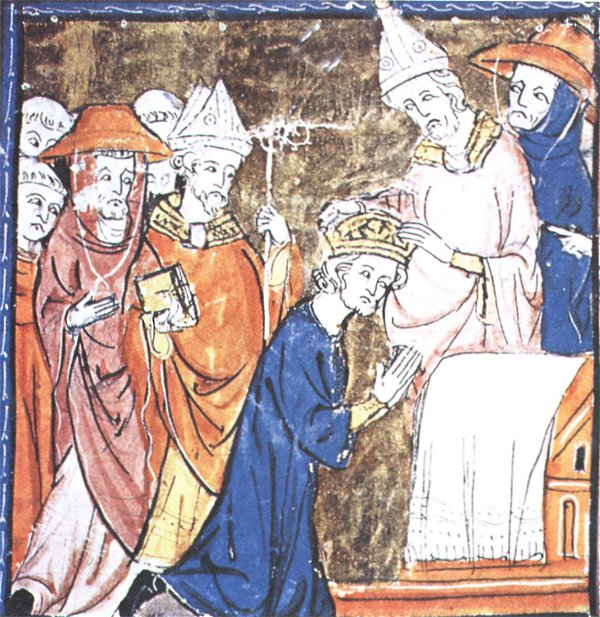
Leo III kröner Karl den store till kejsare i Peterskyrkan.

Några dagar senare möttes Leo och Karl igen. Det var på juldagen i Peterskyrkan. Efter lovsången vände sig påven till Karl den store, som knäböjde inför Petrus, och krönte honom med kejsarkronan. Församlingen sade: "Leve Karl, den frommaste Augustus, krönt av Gud, till vår kejsare, och seger åt honom". I och med denna akt grundades det västliga imperiet, och i den katolska teorin, gjorde den världen till undersåte till en världslig härskare, liksom Kristus menades ha gjort världen till undersåte till en andlig ledare.
Det var införstått att kejsarens första plikt var att beskydda den romerska kyrkan samt kyrkan mot hedningarna. I avsikt att förena öst och väst under Karl den store, försökte Leo få till stånd ett äktenskap mellan Karl och Irene av bysantinska riket. Det blev dock inte så, eftersom hon avsattes 801. 
Tre år efter att Karl den store lämnat Rom, korsade Leo än en gång Alperna för att träffa honom, år 804. Enligt vissa källor företog han denna resa för att diskutera delningen av frankerriket mellan Karls söner. Vare sig detta är sant eller inte, skulle han 806 tillkallas för att godkänna denna delning.

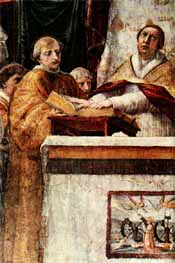
Leo III, av Rafael.

Karl utförde sina plikter mot kyrkan genom att gå till strid mot adoptionismen i Spanien, och begärde att filioque skulle införas som tillägg till nicaenska trosbekännelsen. Tillsammans beslutade de att Salzburg skulle vara Bayerns metropolit, och att Fortunatus av Grado skulle kompenseras för att han förlorat sitt biskopssäte Grado med biskopssätet Pula. I England såg påven och kejsaren till att Eardulf av Northumbrien fick tillbaka sitt kungadöme, och reglerade förhållandet mellan ärkebiskop Eanbald av York och Wulfred, ärkebiskop av Canterbury.
Leo hade flera kontakter med England även på egen hand. På hans uppmaning hölls synoden i Beccanceld 803 där lekmän förbjöds att förestå kloster. Han exkommunicerade Eadbert Praen, på begäran av ärkebiskopen av Canterbury, för att han intagit tronen i Kent, och tog tillbaka palliet från Litchfield, och återgav ärkebiskopen av Canterbury jurisdiktionsrätten. Han fick också ingripa i bråket mellan kungen av Mercia och ärkebiskop Wulfred; vad än orsaken var förföljde kungen denne ärkebiskop.
Under Leos pontifikat befann sig kyrkan i Konstantinopel i oro. Munkarna hade tappat tilliten till sin patriark och var motståndare till kejsar Konstantin VI:s skilsmässa. Dessa munkar landsförvisades och fängslades, och i sin olycka vände de sig till Leo för hjälp. Påven svarade med gåvor och tröst. Senare ratificerade han Karl den stores fördrag med den nye kejsaren av bysantinska riket, Mikael I Rangabe, som säkrade freden mellan öst och väst. 
För att hålla saracenerna borta, upprättade Leo en flotta på Karl den stores inrådan, och lät sin kust patrulleras regelbundet av kejsarens krigsfartyg för att förhindra att dessa pirater intog Korsika. Med stöd av Karl den store återtog han några av de patrimonier romerska kyrkan hade i Gaetas omgivningar, och förvaltade dem med kejsarens rektorer. 
När kejsaren avled den 28 januari 814 kom de hårda tiderna tillbaka. En ny konspiration riktades mot honom. Han lyckades snart avslöja komplotten, och lät avrätta dess ledare. Nästan omedelbart därefter, tog en grupp adelsmän från Kampanien till vapen och plundrade landet. De var på väg mot Rom när de övermannades av hertigen av Spoleto, som handlade på order av langobardernas kung.
De stora summor pengar som Karl den store skänkte påven, gjorde att Leo effektivt kunde hjälpa de fattiga och beskydda konsten, samt att restaurera kyrkor i både Rom och Ravenna. I sin titelkyrka Santa Susanna lät han uppföra en mosaik, där hans politiska förhållanden med Karl den store framställdes, och som fortfarande kunde beskådas i kyrkan på 1500-talet.
Leo begravdes i Peterskyrkan den 12 juni 816, där hans reliker ännu finns samman med Leo I:s, Leo II:s och Leo IV:s. Han helgonförklarades 1673.